# Mogens Fensbo
Mogens Frits Fensbo (ur. 22 lutego 1909 we Frederiksbergu) – duński pilot wojskowy, ochotnik w armii fińskiej podczas wojny zimowej 1939–1940.
Na pocz. lat 30. wstąpił do armii duńskiej. W 1933 r. ukończył przeszkolenie lotnicze jako pilot. W późniejszym okresie pracował prywatnie jako pilot. Na pocz. 1940 r. przyjechał przez Szwecję do Finlandii, walczącej od 30 listopada 1939 r. z ZSRR. 22 grudnia tego roku wstąpił ochotniczo do fińskiego lotnictwa wojskowego. Dostał w stopniu porucznika przydział do 28 Eskadry Lotniczej. Latał na myśliwcu Morane-Saulnier MS.406. 9 marca 1940 r. w rejonie Viipurinlahti zestrzelił sowiecki myśliwiec I-153. Po zakończeniu działań wojennych powrócił do Danii. W 1963 r. zmienił nazwisko na Funch-Fensbo.